# Franz Werfel
Franz Viktor Werfel (Praga, 10 de setembro de 1890 – Beverly Hills, 26 de agosto de 1945) foi um romancista, dramaturgo e poeta austríaco. Sua carreira abrangeu a Primeira Guerra Mundial, o Período Entreguerras e a Segunda Guerra Mundial. Ficou conhecido principalmente como autor de Os Quarenta Dias de Musa Dagh (1933), romance baseado em eventos ocorridos durante o Genocídio Armênio de 1915, e A Canção de Bernadette (1941), romance sobre as visões da Santa Bernadette de Lourdes, que posteriormente se tornou filme homónimo.
Com a assistência de Varian Fry e o Comitê de Resgate de Emergência em Marselha, Franz e a sua esposa Alma Mahler-Werfel escaparam por pouco do regime nazi, encontrando abrigo durante cinco semanas na cidade de peregrinação de Lourdes. Ele prometeu escrever sobre a experiência e já em segurança na América, publicou The Song of Bernadette em 1941.
Fry organizou uma travessia secreta sobre os Pirenéus a pé. Em seguida foram para Madrid e depois viajaram para Portugal. Eles ficaram no Monte Estoril no Grande Hotel D'Itália, entre 8 de setembro e 4 de outubro de 1940. No mesmo dia em que saíram do hotel, embarcaram no S.S. Nea Hellas em direção a Nova Iorque, chegando a 13 de outubro.

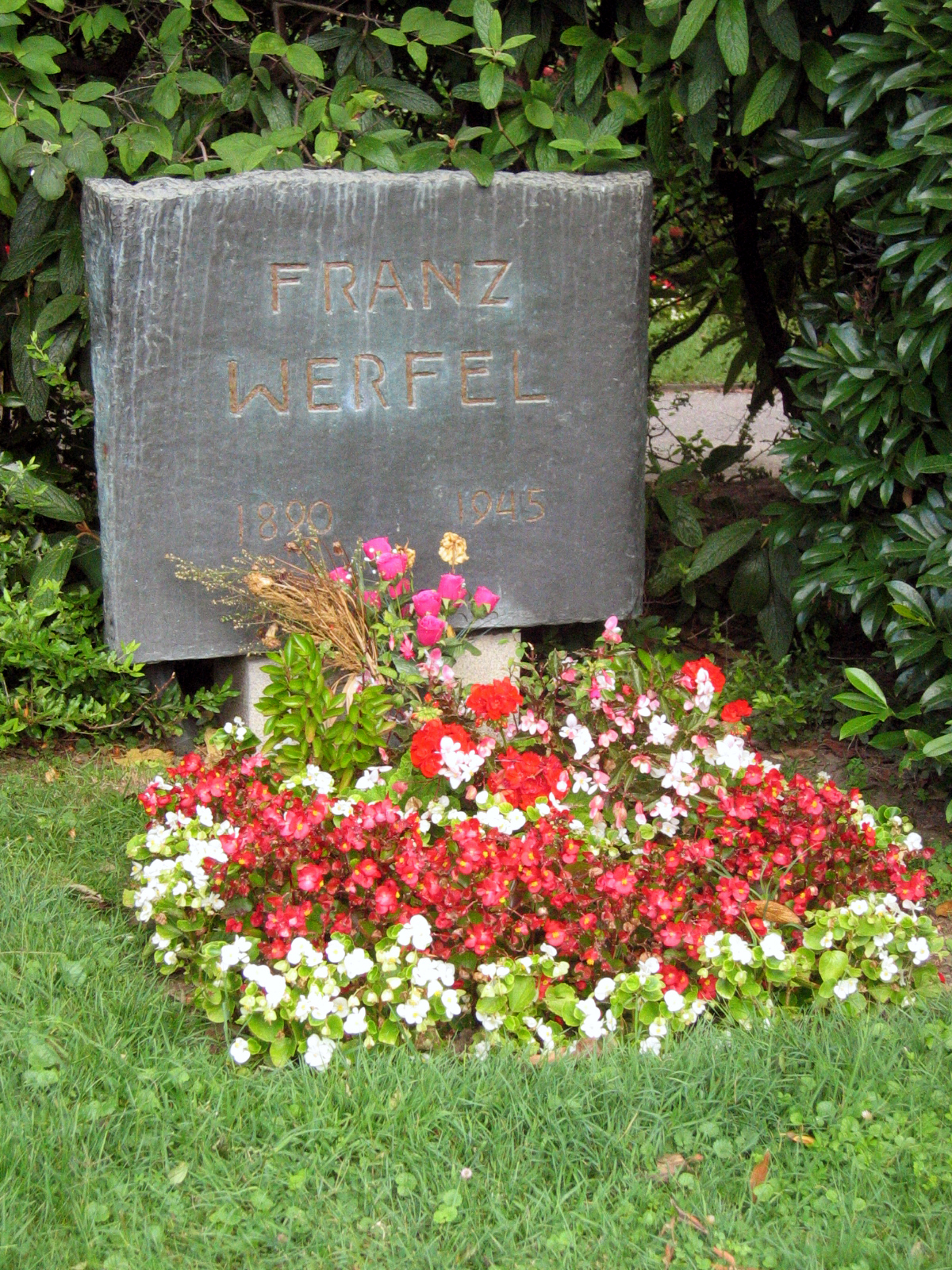
Sepultura no Cemitério Central de Viena

## Romances
- 1924 Verdi. Roman der Oper
- 1928 Der Abituriententag. Die Geschichte einer Jugendschuld
- 1929 Barbara oder die Frömmigkeit
- 1931 Die Geschwister von Neapel
- 1933/47 Die vierzig Tage des Musa Dagh (historischer Roman, 2 Bände)
- 1937 Höret die Stimme (=1956 Jeremias; historischer Roman)
- 1939 Der veruntreute Himmel (ursprünglich: Der gestohlene Himmel)
- 1941 Das Lied von Bernadette
- 1946 Stern der Ungeborenen (1945 beendet, nach Werfels Tod erschienen)